# Kanal D
Kanal D (Kanal Doğan) est une chaîne de télévision hertzienne privée turque. Elle diffuse ses programmes en Turquie, mais également à l'étranger grâce à sa chaîne de télévision dédié pour l'Europe (Euro D).

## Description de la chaîne
Lancée le 20 septembre 1993, elle fut la quatrième chaîne de télévision privée de Turquie (après Star TV, Show TV et ATV).
C’est l'une des chaînes turques les plus regardées et partage sa position de leader avec Show TV et ATV.
Ses séries à succès tels que Yaprak Dökümü,Kavak yelleri, Genco, Öyle bir gecer zamanki ou encore Yilan Hikayesi ont contribué à maintenir son statut de chef de file. Elle contribua fortement au succès de l'humoriste Beyazit Öztürk par l'intermédiaire de son talk-show Beyaz Show créé en 1997.
La chaîne a également la particularité de n'avoir jamais changé de logo ou d'habillage depuis sa création, contrairement à toutes les autres chaînes.

## Capital
La chaîne appartient à Doğan Holding.
Le groupe Doğan Holding, propriétaire de la chaîne, a été racheté en mars 2018 par le groupe Demirören Holding, proche du président turc Recep Tayyip Erdoğan. Certains voient cet achat comme un renforcement du contrôle des médias par le gouvernement turc.

## Programmes diffusés par Kanal D
Kanal D Turquie se concentre sur la programmation originale.

### Séries hebdomadaires
Il s'agit d'une liste de programmes télévisés qui ont été diffusés sur Kanal D auparavant ou qui sont en cours de diffusion.
- 2023- : Ya Çok Seversen (Et si je t'aime) (le samedi à 20 h)

- 2023- : Dönence (Les Tropiques) (le mardi à 20 h)
- 2023- : Dilek Taşı (La Pierre à Souhaiter) (le jeudi à 20 h) À venir

La chaîne diffuse en clair sur le satellite TürkSat 2A en numérique (mais seul le public turc peut recevoir cette chaîne, les européens étant obligés de regarder la déclinaison Europe de la chaîne nommée Euro D) ainsi que dans un format crypté/payant dans le bouquet Digiturk. Les internautes peuvent également visionner la chaîne depuis le portail de webtv mondial JumpTV.